# Bubierca
Bubierca és un municipi de la província de Saragossa situat a la comarca de la Comunitat de Calataiud.

## Personatges il·lustres
- Alfonso Cabeza Borque, metge i president de l'Atlètic de Madrid